# 카를 뒤링
카를 뒤링(독일어: Karl Eugen Dühring, 1833년 1월 12일 ~ 1921년 9월 21일)는 독일의 철학자이다. 베를린에서 태어났다. 베를린 대학에서 법률학을 배운 다음 사법 실무를 수습하던 중에 실명하였다. 1864년에 베를린 대학의 철학, 경제학 사강사(私講師)가 되고 눈먼 학자로서 명성을 날렸다. 과거의 거의 모든 철학과 기독교에 반대하여 일종의 유물론인 '현실철학'을 제창하고 과학과 인류의 변혁자로 자처하였으며, 또한 반유대주의자였다. 1870년경부터 사회주의를 표방, 파리 코뮌을 찬미하는 진보파였으나 마르크스주의에 반대하였다. 1877년에 사강사 직에서 쫓겨나자 대학 내외에서 강력한 뒤링 지지 운동이 일어났다.

## 같이 보기
- 반뒤링론: 앵겔스가 뒤링의 사회주의를 반박한 저작

## 참고 자료
- 이 문서에는 다음커뮤니케이션(현 카카오)에서 GFDL 또는 CC-SA 라이선스로 배포한 글로벌 세계대백과사전의 내용을 기초로 작성된 글이 포함되어 있습니다.